# Bohumil Polesný
Bohumil Polesný (23. září 1905 – 20. listopadu 1976) byl český amatérský astronom, předseda Jihočeské astronomické společnosti a jeden ze zakladatelů hvězdárny na Kleti.

## Studia
Bohumil Polesný vystudoval gymnázium v Prostějově a dále přírodní vědy na Karlově univerzitě v Praze. Po ukončení studia nastoupil jako učitel na měšťanskou školu v Českém Krumlově, odkud přešel na gymnázium v Českých Budějovicích, kde vyučoval matematiku a fyziku.

## Odborná činnost
Vedle své pedagogické práce se intenzivně věnoval astronomii. Stal se členem Jihočeské astronomické společnosti (JAS) a v roce 1942 jejím předsedou. Působil také v České astronomické společnosti (ČAS) jako pozorovatel proměnných hvězd, slunce a jako předseda sekce po pozorování planet. Po ukončení okupace v roce 1945 organizoval obnovu českobudějovické hvězdárny, předtím obsazené německou armádou. Po ukončení činnosti JAS, která se začlenila do České astronomické společnosti, se stal prvním ředitelem českobudějovické lidové hvězdárny a podílel se tak na popularizaci astronomie v Českých Budějovicích. Pomáhal rozvoji amatérské astronomie v jižních Čechách, zakládání astronomických kroužků a budování hvězdáren v kraji.
Spolu s optikem a astronomem Vilémem Erhartem (1914–1996) přišel v padesátých letech s myšlenkou vybudování hvězdárny na Kleti. Pod jeho vedením byla tato myšlenka realizována a první část hvězdárny byla postavena, vybavena základními astronomickými přístroji a postupně uvedena do provozu (1957–1966). Tato hvězdárna se pak stala nejvýznamnějším centrem objevování a sledování komet a planetek v Česku. Profesionální astronomickou činnost ukončil v roce 1966.

## Ocenění
V roce 1995 po něm byla pojmenována planetka č. 24847 (Polesný), objevená na Kleti.